# Orion (Bataan)
Orion è una municipalità di seconda classe delle Filippine, situata nella Provincia di Bataan, nella Regione del Luzon Centrale.
Orion è formata da 23 baranggay:
- Arellano (Pob.)
- Bagumbayan (Pob.)
- Balagtas (Pob.)
- Balut (Pob.)
- Bantan
- Bilolo
- Calungusan
- Camachile
- Daang Bago (Pob.)
- Daang Bilolo (Pob.)
- Daang Pare
- General Lim (Kaput)
- Kapunitan
- Lati (Pob.)
- Lusungan (Pob.)
- Puting Buhangin
- Sabatan
- San Vicente (Pob.)
- Santa Elena
- Santo Domingo
- Villa Angeles (Pob.)
- Wakas (Pob.)
- Wawa (Pob.)